# Work No. 227: The lights going on and off
Work No. 227: The lights going on and off là một tác phẩm nghệ thuật sắp đặt của họa sĩ người Anh Martin Creed. Tính đến năm 2013, tác phẩm là một phần của bộ sưu tập thuộc bảo tàng Tate Britain, cũng như được nhiều người coi là một trong những tác phẩm nghệ thuật đặc trưng của Creed và là "tác phẩm khét tiếng nhất" của ông.

## Tác phẩm
Tác phẩm cho thấy một căn phòng trống trong đó đèn bật và tắt trong khoảng thời gian 5 giây mỗi lượt. Không gian tạo thành tác phẩm nghệ thuật bao gồm tường sơn trắng và sàn bê tông; với nguồn sáng duy nhất là hai đèn trần. Creed đã lọt vào danh sách rút gọn của Giải thưởng Turner năm 2001 cho hai cuộc triển lãm Martin Creed Works, một triển lãm cá nhân tại Phòng trưng bày Nghệ thuật Thành phố Southampton, Phòng trưng bày Nghệ thuật Leeds, Trung tâm Nghệ thuật Camden và Phòng trưng bày Bluecoat, Liverpool và Art Now: Martin Creed tại Tate Britain.
Tác phẩm khai thác các ánh sáng có trong không gian phòng trưng bày, điều chỉnh nó bằng cách sử dụng bộ đếm thời gian điện. Việc bật và tắt đèn tạo thành mô-típ lặp lại cũng là chủ đề trong các trong các tác phẩm của Creed, bao gồm Work No. 127: The lights going on and off (1995) và Work No. 254: The lights in a building going on and off (2000), trong đó thời gian đèn bật và tắt tương ứng khoảng 30 giây và 1 giây.
Tác phẩm nghệ thuật đã được Tate Britain mua lại cho bộ sưu tập của bảo tàng vào năm 2013; thời điểm đó, nó được định giá khoảng 110.000 bảng Anh.

## Phản ứng
Tác phẩm nghệ thuật đã gây chia rẽ đánh giá của các nhà phê bình và nghệ sĩ. Rachel Campbell-Johnston viết: "Sự sắp đặt nhấp nháy của tác giả có thể mang tất cả ý nghĩa hoặc không có ý nghĩa gì, nhưng ít nhất nó đem lại cho người xem một cái gì đó, thú vị hơn những bộ phim không có cốt truyện và các tấm ván gỗ." Trong một cuộc phỏng vấn với The Times, nhà phê bình David Lee nhận xét “Năm ngoái, Tate đã cạo thùng. Năm nay họ đang cạo những mảnh vụn... Đèn được bật và tắt không phải là một tác phẩm nghệ thuật hay."
Họa sĩ Jacqueline Crofton đã ném trứng vào bức tường trong căn phòng trống của Creed để phản đối giải thưởng, tuyên bố rằng những tác phẩm của ông không phải là nghệ thuật thực sự và rằng "hội họa có nguy cơ trở thành một kỹ năng tuyệt chủng ở đất nước này".
Các ý kiến đánh giá sau đó được chia đều, trong đó Waldemar Januszczak viết vào năm 2012: "Người chiến thắng tệ nhất mọi thời đại của Giải thưởng Turner là Martin Creed vào năm 2001, người đã cho chúng ta thấy một căn phòng trống, bóng đèn bật tắt và đó là tất cả." Khi Tate mua lại tác phẩm này vào năm 2013, nhà phê bình Louisa Buck đã mô tả nó là "tác phẩm quan trọng" và "một tác phẩm tối giản không lòe loẹt trong hàng dài các nghệ sĩ sử dụng vật dụng hàng ngày để tạo ra hình thức và hiệu ứng tâm lý mạnh mẽ".
Work No. 227 đã được coi là một trong những tác phẩm đặc trưng của Creed và là "tác phẩm khét tiếng nhất" của ông. Tác phẩm nghệ thuật cũng được so sánh với nhạc phẩm im lặng năm 1952 của John Cage 4′33″.